# Nowyj Janzigit
Nowyj Janzigit (ros. Новый Янзигит) – wieś (dieriewnia) w Rosji, w Baszkortostanie, w rejonie krasnokamskim. W 2021 liczyła 267 mieszkańców.